# Вальтер фон Унру
Вальтер Рудольф Моріц фон Унру (нім. Walter Rudolf Moritz von Unruh; 30 серпня 1877 — 18 вересня 1956, Бад-Бернек) — німецький офіцер, генерал піхоти Вермахту. Кавалер ордена Pour le Mérite і Лицарського хреста Хреста Воєнних заслуг з мечами.

## Біографія
Виходець із знатного роду Унру. Син начальника тюрми Рудольфа фон Унру і його дружини Амалії, уродженої фон Швайніхен.
7 березня 1896 року вступив в кадетський корпус піхотного полку «фон Куб'єр» (2-го позенського) № 19 в Герліці. Учасник Першої світової війни. Відзначений численними нагородами.
Після війни продовжив службу в рейхсвері. З 23 грудня 1918 по 14 січня 1918 року — командир добровольчого корпусу Герліца, брав участь у ліквідації Баварської Радянської Республіки. 28 лютого 1927 року вийшов у відставку через хворобу. Після відставки до 1937 року був головним ад'ютантом колишнього німецького імператора Вільгельма ІІ. В 1933 році вступив в НСДАП.
24 липня 1941 року призваний на службу в вермахт і призначений комендантом Бреста. Через повернення в армію Унру покинув НСДАП. У вересні 1941 року призначений командиром тилових частин в Смоленську на Московському фронті, потім — командиром 559-ї тилової ділянки 4-ї армії в складі групи армій «Центр».
4 травня 1942 року Гітлер призначив Унру начальником щойно створеного штабу «спеціально призначення» при ОКВ. Завданням Унру стала відправка службовців різноманітних штабів і тилових служб вермахту, розміщених у рейхскомісаріатах Остланд і Україна, на фронт. Кандидатуру Унру підтримали Йозеф Геббельс та Мартін Борман, оскільки Унру був переконаним націонал-соціалістом. З 22 листопада 1942 року (день капітуляції 6-ї армії в Сталінграді) Унру отримав право відправляти на фронт не лише службовців вермахту, але і функціонерів НСДАП і державних чиновників. Успіхи Унру були досить скромними, оскільки він постійно конфліктував із місцевою адміністрацією (зрештою Унру посварився з Борманом і Генріхом Гіммлером), а також тому, що рейхсміністр озброєнь і військової промисловості Альберт Шпеер також відбирав людей даних категорій для роботи в оборонній промисловості. 22 липня 1944 року Унру подав прохання про відставку, яке було задоволене наступного дня. 
З липня 1945 по липень 1947 року перебував у американському полоні. В 1947 році написав меморіальний звіт для Історичного відділу армії США, в якому описав свій погляд на «тотальну війну». Унру вважав, що законною причиною війни була «тотальна пропаганда» і непрямо натякнув на необхідність нової війни — США проти СРСР. Також Унру зобразив себе улюбленим благодійником населення окупованого Бресту. Окрім цього звіт містив численні антисемітські заяви.
В 1948 році був засуджений до 5 років ув'язнення в трудовому таборі. В 1950 році вирок скасували. Унру помер 16 вересня 1956 року від серцевого нападу.

## Сім'я
Перша дружина — Марія Людерс (28 листопада 1879, Герліц — 2 вересня 1942, Регенсбург). Одружилися 11 жовтня 1902 року в герліці. В шлюбі народилась дочка Марґа-Марія.
Друга дружина — Шарлотта Шнек (народилась 6 липня 1917 року в Штутгарті). Одружились 28 жовтня 1952 року у Гайденгаймі.

## Звання
- Другий лейтенант (7 березня 1896)
- Лейтенант (1899)
- Оберлейтенант (10 квітня 1906)
- Гауптман (22 березня 1910)
- Майор (22 березня 1915)
- Оберстлейтенант (1 жовтня 1920)
- Оберст (1 квітня 1924)
- Генерал-майор запасу (1 березня 1927)
- Генерал-лейтенант запасу (27 серпня 1939) — підвищений з нагоди 25-ї річниці Танненберзької битви як кавалер ордена Pour le Mérite.
- Генерал-майор до розпорядження (1 жовтня 1941)
- Генерал-лейтенант до розпорядження (18 січня 1942)
- Генерал піхоти до розпорядження (15 липня 1942)

## Нагороди
- Столітня медаль
- Залізний хрест 2-го і 1-го класу
- Лицарський хрест ордена дому Гогенцоллернів з мечами
- Орден «За заслуги» (Баварія) 3-го класу
- Лицарський хрест 1-го класу ордена Альберта з мечами (Саксонське королівство)
- Лицарський хрест ордена «За військові заслуги» (Вюртемберг)
- Медаль «За відвагу» (Гессен)
- Ганзейський Хрест (Гамбург)
- Лицарський хрест 1-го класу ордена Білого сокола з мечами
- Лицарський хрест ордена Леопольда з військовою відзнакою (Австро-Угорщина)
- Орден Залізної Корони 3-го класу з військовою відзнакою (Австро-Угорщина)
- Хрест «За військові заслуги» (Австро-Угорщина) 3-го класу з військовою відзнакою
- Військова медаль (Османська імперія)
- Pour le Mérite (21 квітня 1918)
- Нагрудний знак «За поранення» в чорному
- Хрест «За вислугу років» (Пруссія) (1921)
- Орден Святого Йоанна (Бранденбург), почесний лицар
- Почесний хрест ветерана війни з мечами
- Хрест Воєнних заслуг
  - 2-го класу з мечами (2 листопада 1941)
  - 1-го класу з мечами (16 січня 1942)
- Застібка до Залізного хреста 2-го і 1-го класу (16 січня 1942) — отримав 3 нагороди одночасно.
- Медаль «За зимову кампанію на Сході 1941/42» (20 серпня 1942)
- Лицарський хрест Хреста Воєнних заслуг з мечами (23 липня 1944) — за бездоганну військову службу.